# Francisco José Cox Huneeus
Francisco José Cox Huneeus (* 18. Dezember 1933 in Santiago de Chile; † 12. August 2020) war ein chilenischer Geistlicher und römisch-katholischer Erzbischof von La Serena.

## Leben
Francisco José Cox Huneeus trat 1954 der Gemeinschaft der Pallottiner bei. Er studierte Wirtschaftswissenschaften an der Päpstlichen Katholischen Universität von Chile, danach Philosophie, Theologie, Kirchenrecht und Jura an der Universität Freiburg (Schweiz) und an der Lateranuniversität in Rom. Am 16. Juli 1961 empfing er in Freiburg im Üechtland die Priesterweihe für das Bistum Talca. Ein postgraduales Studium in Rom schloss sich an. Nach der Gründung des Säkularinstitutes der Schönstatt-Patres im Jahre 1965 trat er dieser Gemeinschaft bei. Er war Nationalpräses der Schönstattbewegung in Chile, arbeitete in der Religiosenkongregation der Römischen Kurie und war Pfarrer der Pfarrei Nuestra Señora de los Dolores in seiner Geburtsstadt.
Papst Paul VI. ernannte ihn am 14. Dezember 1974 zum Bischof von Chillán. Der Erzbischof von Santiago de Chile, Raúl Kardinal Silva Henríquez SDB, spendete ihm am 2. März 1975 die Bischofsweihe; Mitkonsekratoren waren Eladio Vicuña Aránguiz, Erzbischof von Puerto Montt, und Fernando Ariztía Ruiz, Weihbischof in Santiago de Chile.
Am 4. August 1981 wurde Cox zum Sekretär des Päpstlichen Rates für die Familie ernannt und trat deshalb am 9. November desselben Jahres als Bischof von Chillán zurück. Johannes Paul II. ernannte ihn am 22. Januar 1985 zum Koadjutorerzbischof von La Serena. Mit der Emeritierung Bernardino Piñera Carvallos folgte ihm Cox am 29. September 1990 als Erzbischof von La Serena nach.
Am 16. April 1997 trat Francisco José Cox Huneeus wegen seiner von der Kirche eingeräumten „etwas überschwänglichen Zuneigung“ besonders zu Kindern von seinem Amt zurück.
2002 zog der frühere Erzbischof ins deutsche Vallendar bei Koblenz, das geistige Zentrum der Schönstattbewegung. Kardinal Francisco Javier Errázuriz Ossa begründete diesen Wegzug mit „unangemessenem Verhalten“ von Francisco Cox. Papst Franziskus entließ ihn (zusammen mit dem chilenischen Bischof Marco Antonio Órdenes) am 13. Oktober 2018 wegen sexuellen Missbrauchs von Minderjährigen aus dem Klerikerstand.
In beiden Fällen wurde Artikel 21 Paragraph 2, Nummer 2 der vatikanischen Normen über die Untersuchung und Ahndung schwerwiegenderer kirchenrechtlicher Vergehen (Normae de gravioribus delictis) angewendet, die erstmals mit dem Motu Proprio Sacramentorum sanctitatis tutela aus dem Jahr 2001 erlassen wurden. 2019 kehrte Cox nach Chile zurück, um sich den Ermittlungen der dortigen Justiz zu stellen. Er starb im August 2020 an multiplem Organversagen.
Francisco Cox gehörte zu den sieben chilenischen Bischöfen, gegen die wegen unterschiedlicher Verwicklungen in die Missbrauchsaffäre in der römisch-katholischen Kirche in Chile staatsanwaltliche Ermittlungen geführt wurden.